# Ruanoho decemdigitatus
Ruanoho decemdigitatus is een straalvinnige vissensoort uit de familie van drievinslijmvissen (Tripterygiidae). De wetenschappelijke naam van de soort is voor het eerst geldig gepubliceerd in 1879 door Clarke.